# Ochtend

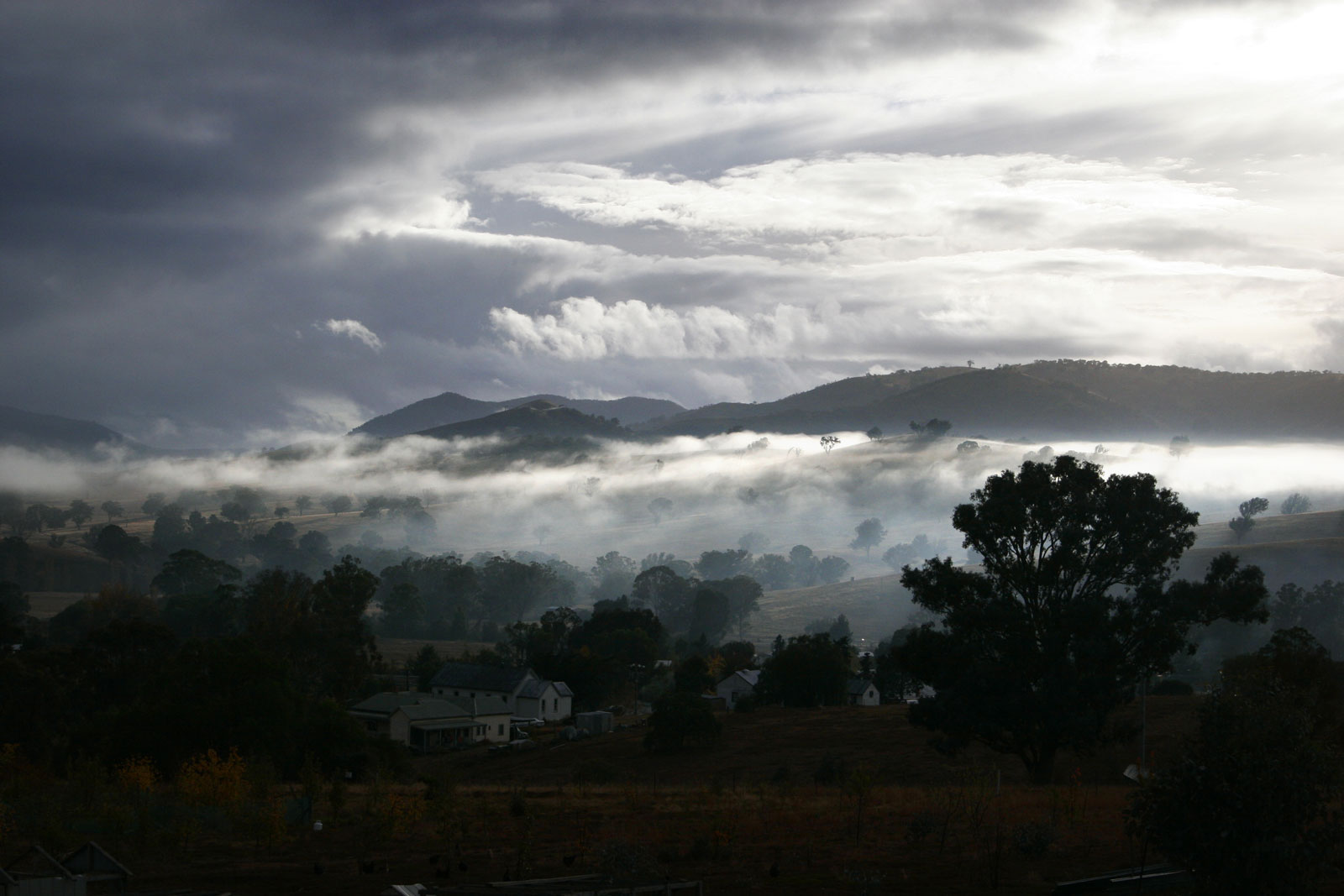
Ochtendmist over een landschap

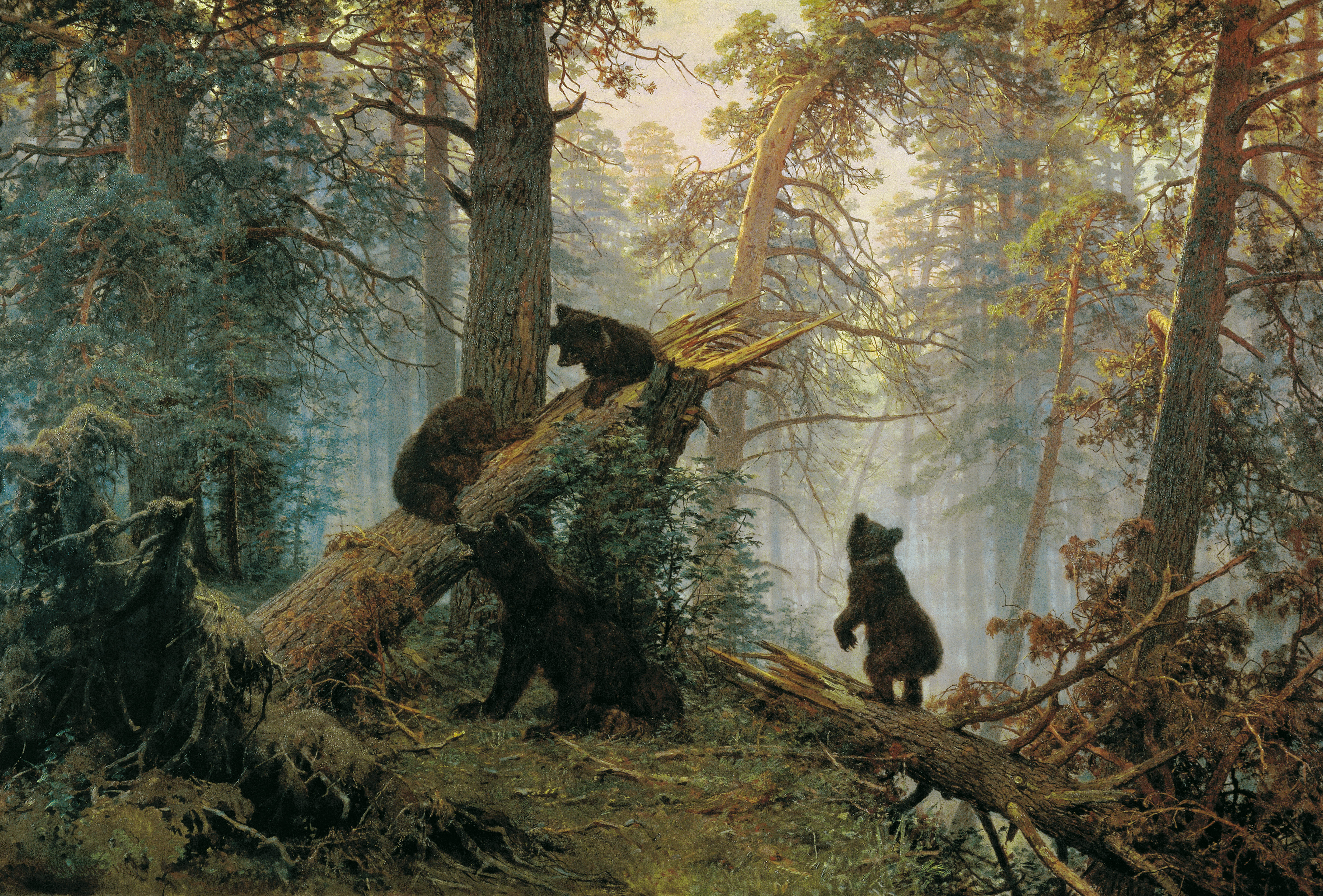
Ochtend in het dennenbos (Sjisjkin en Savitski, 1886)

De ochtend of de morgen is het eerste dagdeel in een etmaal. 
De betekenis verschilt tussen Nederland en Vlaanderen. In Nederland verstaat men er de periode vanaf zes uur 's morgens (volgens sommige bronnen al omstreeks 5.30 uur) tot twaalf uur onder, in Vlaanderen duurt de ochtend slechts tot 9.00 à 9.30 uur. 
De tijd tussen de ochtend en de middag wordt in Vlaanderen voormiddag genoemd. Soms wordt onder ochtend de tijdsperiode van 0 tot 12 uur verstaan.
Kranten die 's ochtends gebracht worden heten ochtendkranten.

## Gezegden
- De morgenstond heeft goud in de mond.